# جون أندرسون (سياسي أمريكي، مواليد 1665)
جون أندرسون (بالإنجليزية: John Anderson)‏ هو عسكري وسياسي أمريكي، ولد في 1665 في Fortrose ‏ في المملكة المتحدة، وتوفي في 28 مارس 1736 في مقاطعة مونموث في الولايات المتحدة. انتخب Governor of New York and New Jersey ‏ (1736 – 1736) وانتخب رئيس ‏ مجلس مقاطعة نيو جيرسي (1735 – 28 مارس 1736).